# Polevsko
Polevsko (německy Blottendorf) je obec v okrese Česká Lípa v Libereckém kraji. Leží severně od Nového Boru v severovýchodním výběžku Českého středohoří v sousedství Lužických hor. Má podhorský charakter a leží v kopcovitém terénu, uprostřed hor a lesů. Severozápadně nad obcí se vypínají kopce Polevský vrch (627 metrů) a Medvědí hůrka (644 metrů). Obec leží v CHKO Lužické hory. Žije zde 439 obyvatel. Součástí obce je i Jedličná, dříve Tanneberg.

## Historie
Kdy byla obec založena není přesně známo. První písemná zmínka je v lipské městské knize z roku 1461, další dochované zápisy o existenci obce zapsal písař Gregorius v letech 1471–1481.

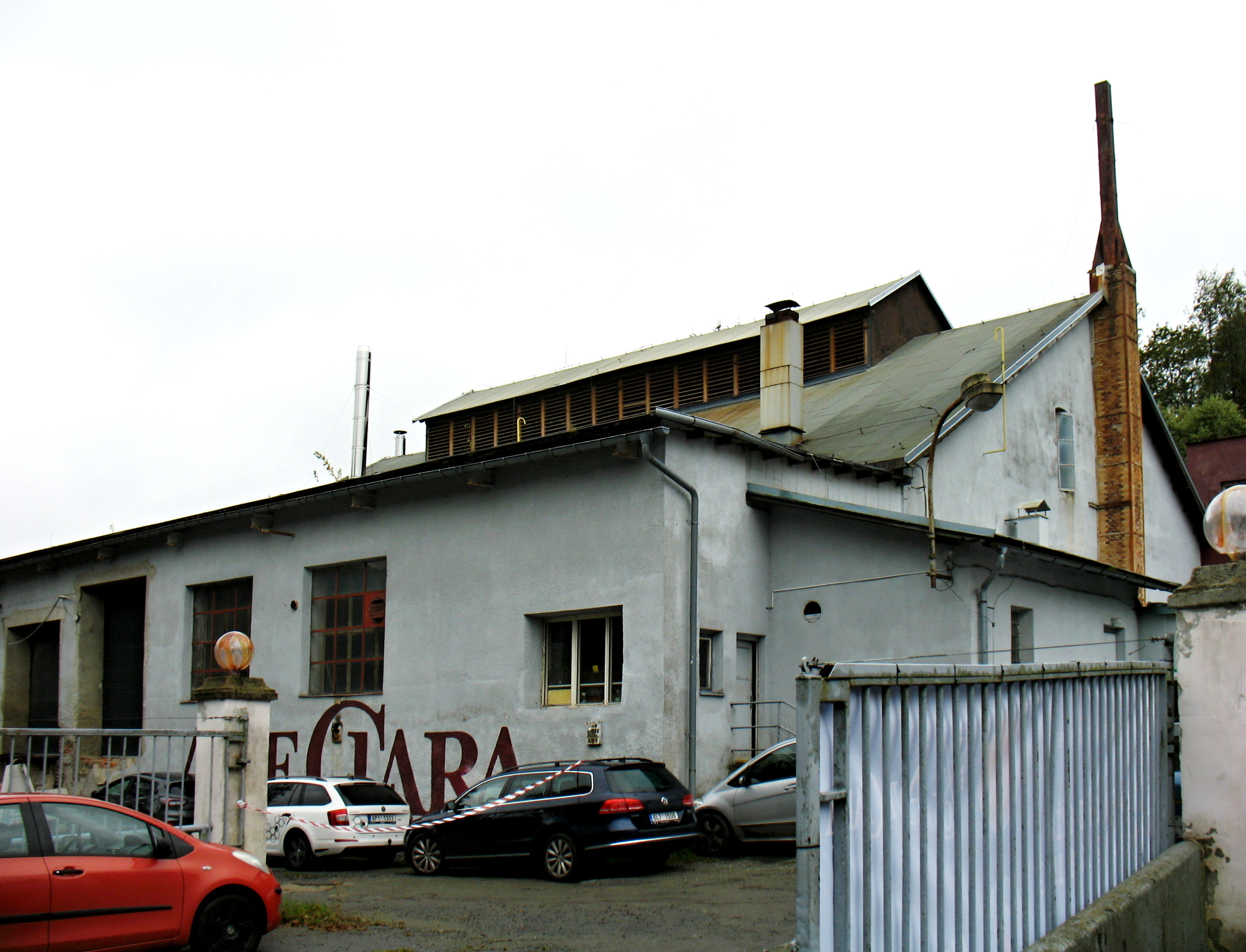
Sklárna Klára

### Sklářství
První domy postavili osídlenci, kteří přišli z Bavorska. Ti se zabývali vytvořením polí ze stávajících lesů. V 16. století přišli skláři Oppitzové z Bavorska, což mělo za následek rozvoj sklářské výroby a sklářských technik. V roce 1683 získali cechovní sklářská privilegia. 
Prioritou polevských sklářů byl vývoz skla do zahraničí. Později byla založena vlastní sklářská škola, jejichž proslulost vzrostla zejména na přelomu 18. a 19. století. Kolem roku 1813 začalo místní sklářství v důsledku konkurence v Novém Boru upadat. Přesto byla v Polevsku v roce 1907 podnikatelem Karlem Mühlbauerem založena sklářská huť Klára. Za své existence vystřídala řadu jmen, ale v roce 1991 se vrátila k původnímu názvu a je stále v provozu. 
Areál sklárny je chráněn jako kulturní památka. V obci zůstala zachovaná malotřídní základní škola, spojená s mateřskou školou.

## Obyvatelstvo
| Rok            | 1869  | 1880  | 1890  | 1900  | 1910  | 1921  | 1930  | 1950 | 1961 | 1970 | 1980 | 1991 | 2001 | 2011 | 2021 |
| -------------- | ----- | ----- | ----- | ----- | ----- | ----- | ----- | ---- | ---- | ---- | ---- | ---- | ---- | ---- | ---- |
| Počet obyvatel | 1 422 | 1 378 | 1 346 | 1 311 | 1 306 | 1 112 | 1 316 | 403  | 465  | 357  | 470  | 259  | 305  | 364  | 445  |
| Počet domů     | 179   | 200   | 188   | 203   | 199   | 200   | 208   | 183  | 112  | 91   | 84   | 76   | 115  | 148  | 179  |

## Obecní správa
Mezi lety 1869–1980 Polevsko bylo obcí v okrese Česká Lípa (1869–1930), poté v okrese Nový Bor (1950) a později opět v okrese Česká Lípa. Od 1. července 1980 do 30. června 1990 patřilo jako část města k Novému Boru a od 1. července 1990 je opět samostatnou obcí.

### Obecní symboly
Znak a vlajka byly obci uděleny rozhodnutím předsedkyně Poslanecké sněmovny Parlamentu České republiky dne 24. února 2012.

## Doprava, cestovní ruch
Nejbližší železniční spojení je ve čtyřech kilometrech vzdáleném Novém Boru. Do obce zajíždí spoje ČSAD Česká Lípa. Přes Polevsko je vedena modře značená turistická trasa pěších turistů z Nového Boru, která pokračuje do Práchně, Slunečné a končí v České Lípě. Přes obec vede i cyklotrasa 211.
V zimě je možnost běžeckého a sjezdového lyžování na upravených tratích a sjezdovkách.

## Pamětihodnosti
- V letech 1716–1718 byl postaven stavitelem italského původu Petrem Pavlem (Paulem) Columbanim z Litoměřic v Polevsku barokní kostel Nejsvětější Trojice. Peníze na stavbu poskytla sklářská rodina Kittelových. U kostela vznikl v 18. století i hřbitov. Zachovaly se zde cenné staré náhrobky i neogotická hrobka postavená roku 1898 sklářským podnikatelem z Polevska Rudolfem Handschkem. Kostel s výraznou věžní bání byl několikrát opravován.
- Pozdně barokní fara.
- Sklárna Klára, provozovaná od roku 1907.
- Památkově chráněné usedlosti čp. 14, 53, 110 a 209.
- V roce 1900 byla v západní části obce postavena kaplička z režných cihel se zvoničkou pro věřící hlásící se ke starokatolické církvi.[7]
- V obci se zachovala řada kamenných soch, socha Krista z roku 1736, socha svatého Jana Nepomuckého z roku 1838 a socha Panny Marie z roku 1746.
- Při cestě na Kamenický Šenov je pomník obětem první světové války s klečícím vojákem.[14]
- U zaniklého hostince Wachstein stojí pomník pedagoga Friedricha Ludwiga Jahna[15] opatřený nápisem „Friedrich Ludwig Jahn. Zum 25. Gründungsfeste errichtet vom Deutschen Turnverein“ (jedná se o jedno ze zastavení naučné stezky Zapomenutá místa/Vergessene Orte Polevsko).

## Okolí
- Při cestě z Polevska do Kytlice měl v roce 1990 smrtelnou autonehodu oblíbený dětský herec Tomáš Holý.
- Obec zřídila naučné stezky Za polevskými obry,[16] Zapomenutá místa[17] a Po památkách obce Polevsko.[18]

## Společenský život

### Sport
Fotbalový tým mužů zakončil sezonu 2010/2011 v III. třídě okresu Česká Lípa na 1. místě čtrnáctičlenné tabulky.  Ve vyšší soutěži II. třídy skončili sezónu 2011/2012 devátí.
V obci působí také klub SKI Polevsko, který pořádá řadu lyžařských závodů. Z kraje roku 2013 to jsou Polevská lyže (19. ledna), Lužická třicítka (2. února) a Lyžařský sprint (16. února).

## Rodáci a osobnosti
- Jan Kryštof Preisler, duchovní činnost (kněz, učitel)
- Alexandr Gürtler, učitel
- Johann Caspar Kittel, zakladatel velkoobchodu s českým sklem
- Vojtěch Volavka, kunsthistorik, v Polevsku chalupář
- Zdenka Skořepová Volavková, česko-kanadská kunsthistorička, v Polevsku chalupářka
- Stephan Rautenstrauch, opat
- Jakub Helzel, varhaník
- František Jan, hudebník

## Galerie

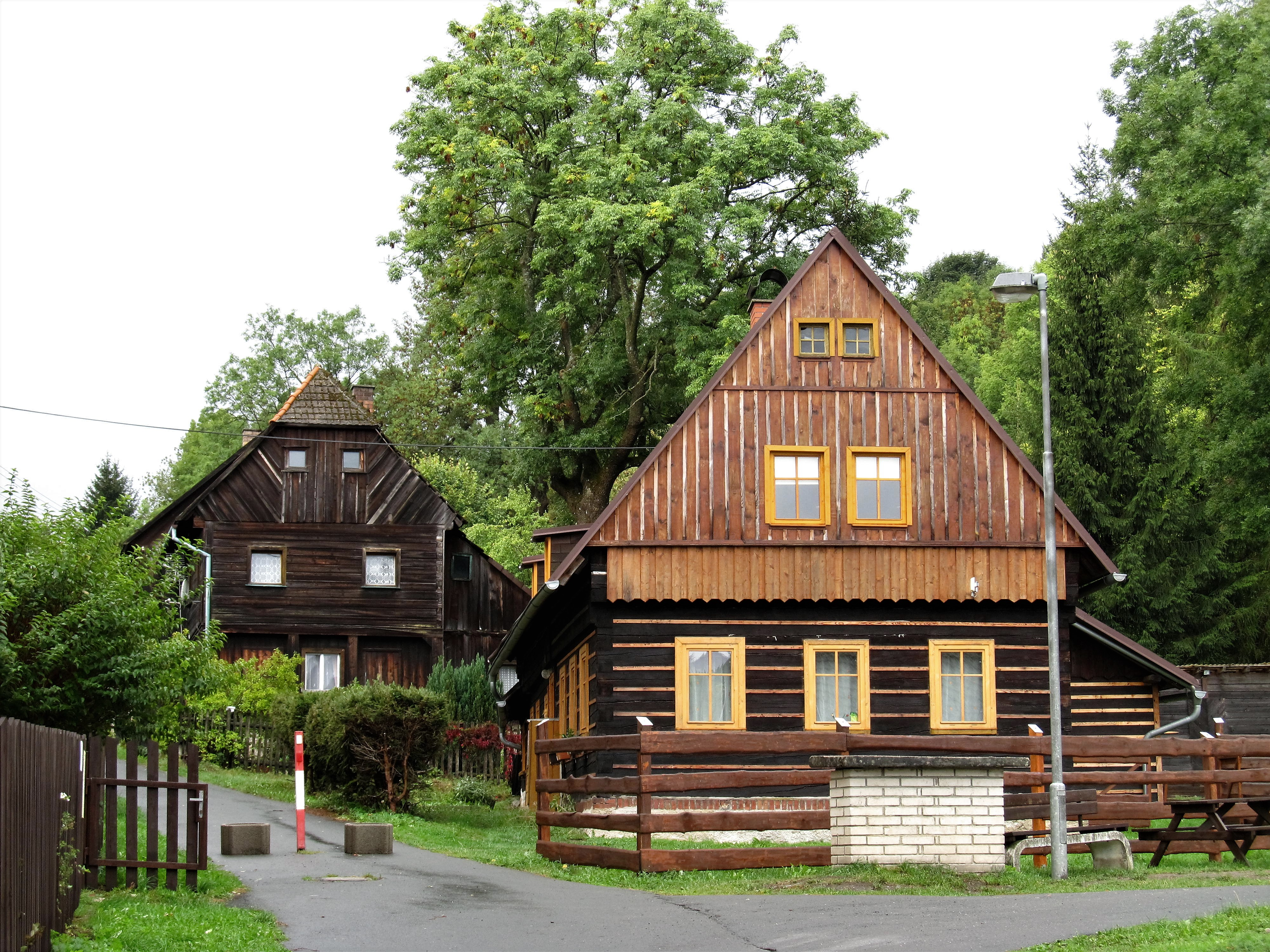
Roubené a podstávkové domy
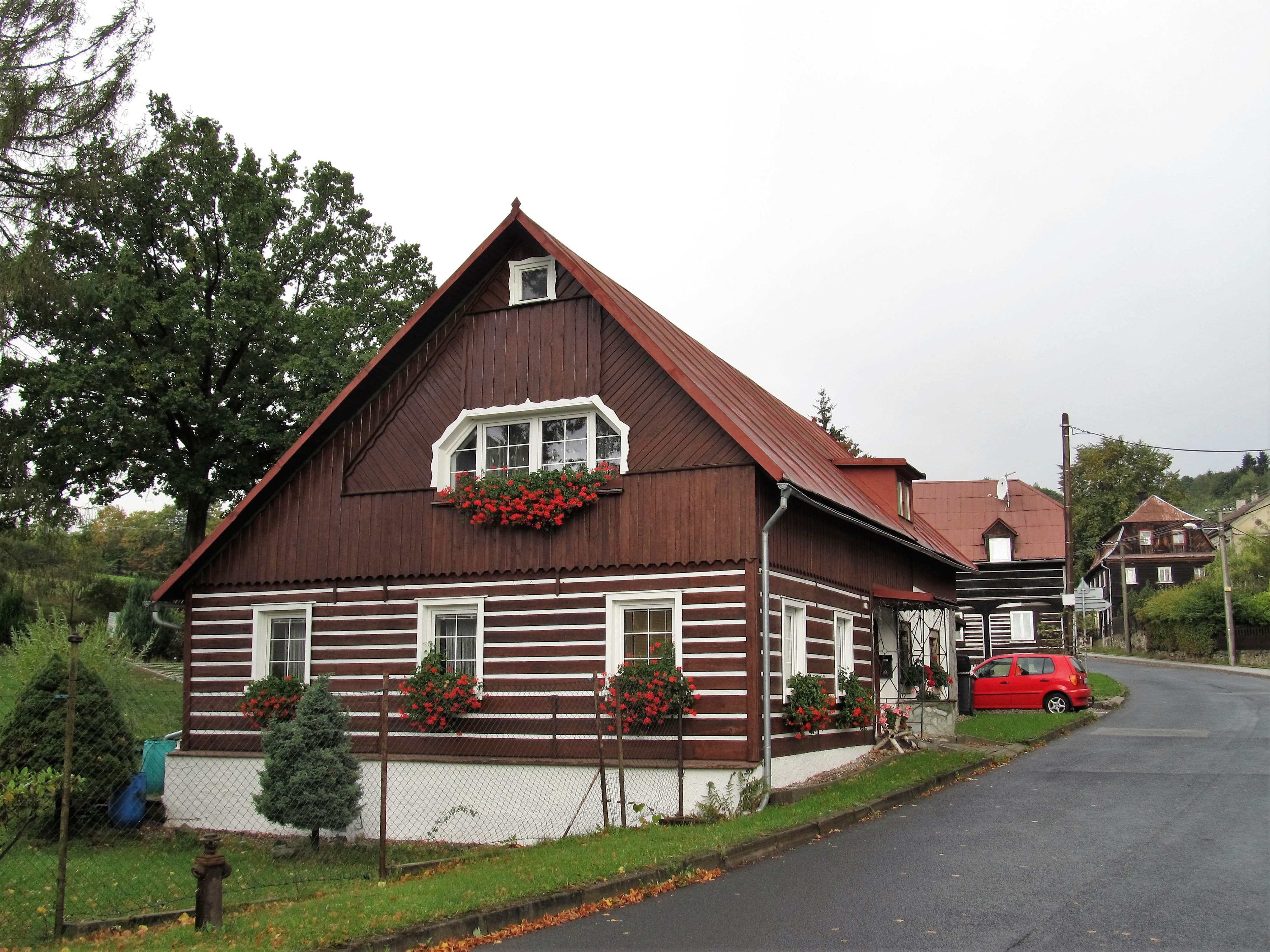
Roubené a podstávkové domy v centru obce
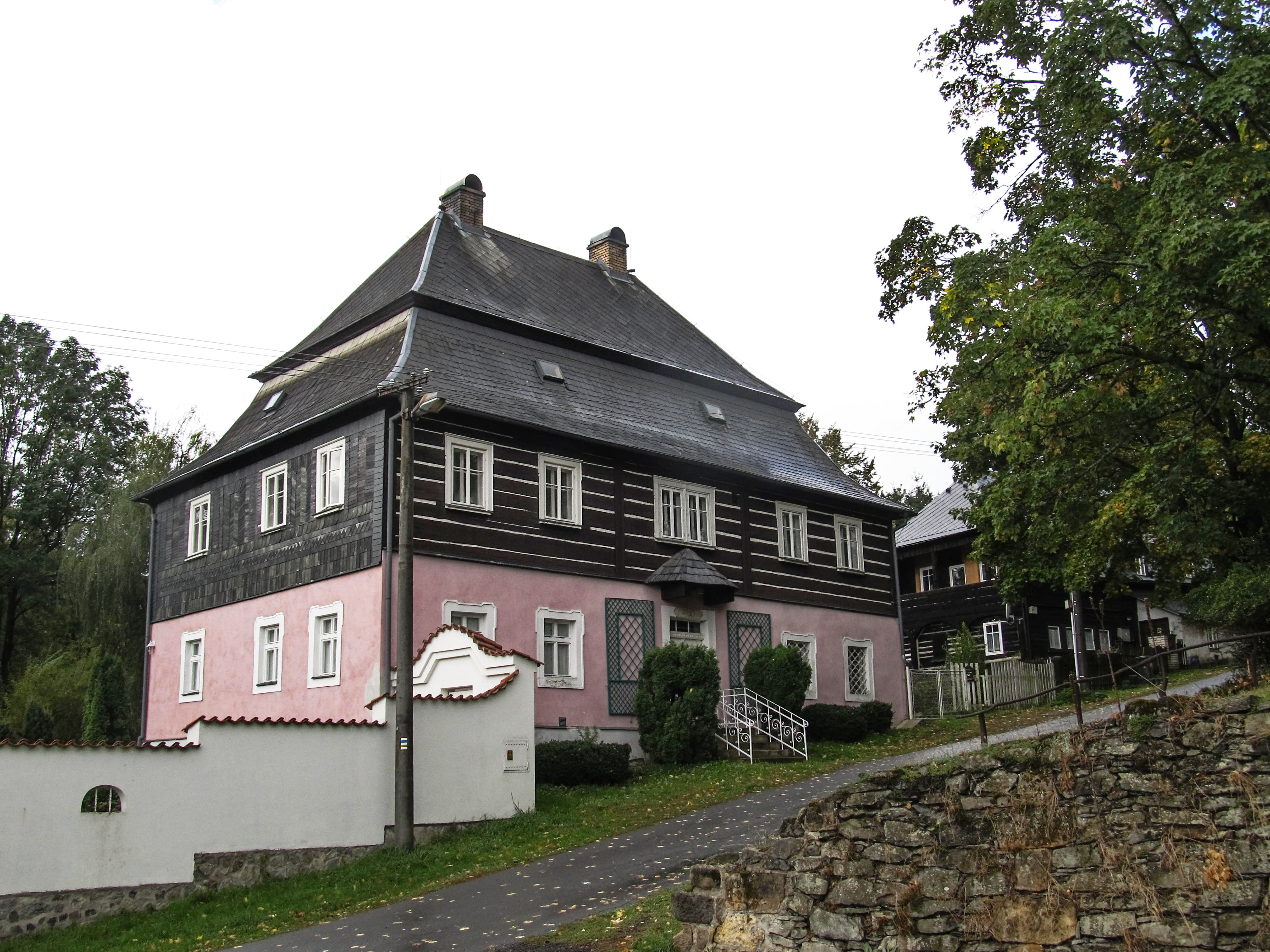
Dům čp. 1, pozdně barokní fara
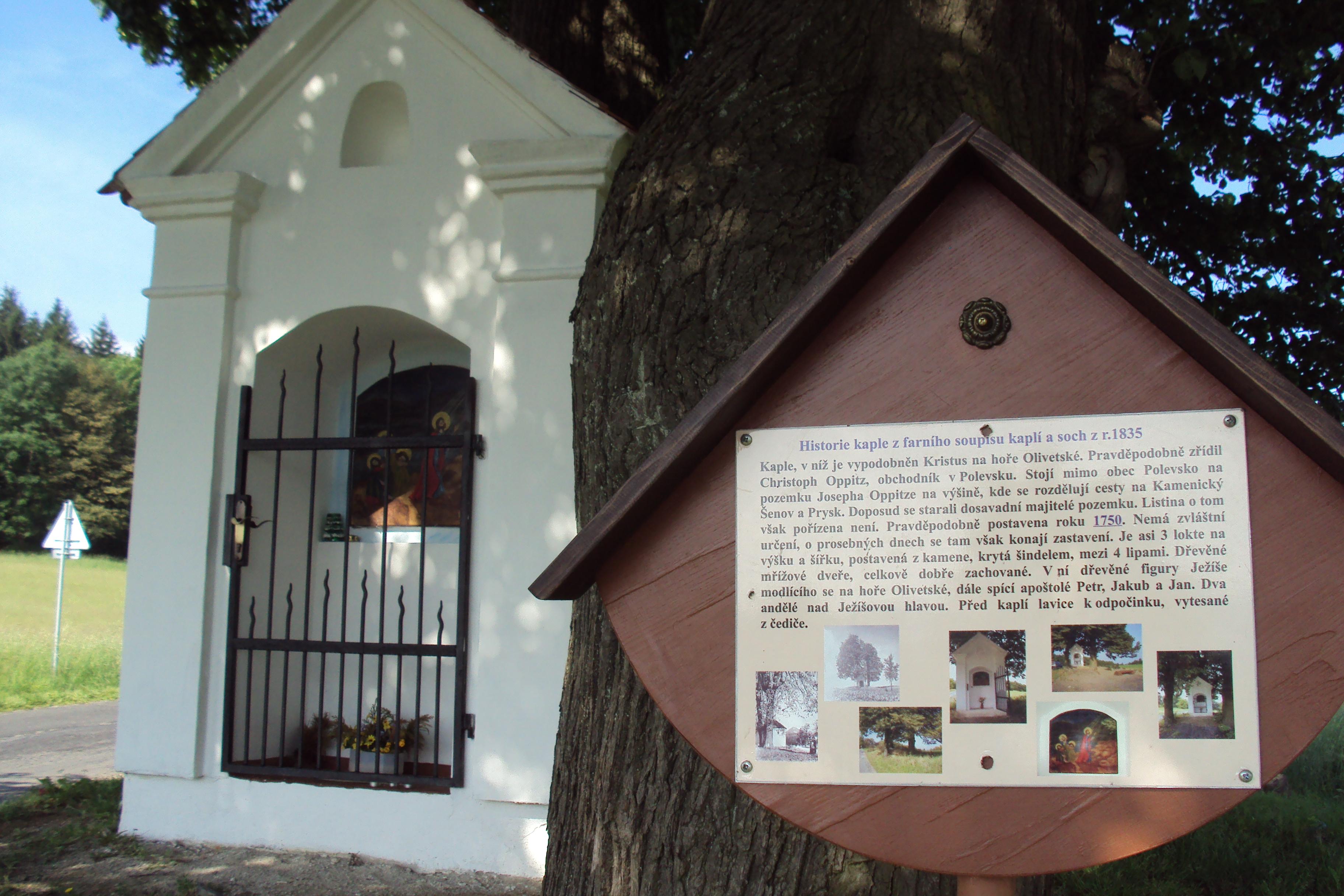
Knäspelova kaple nad Polevskem
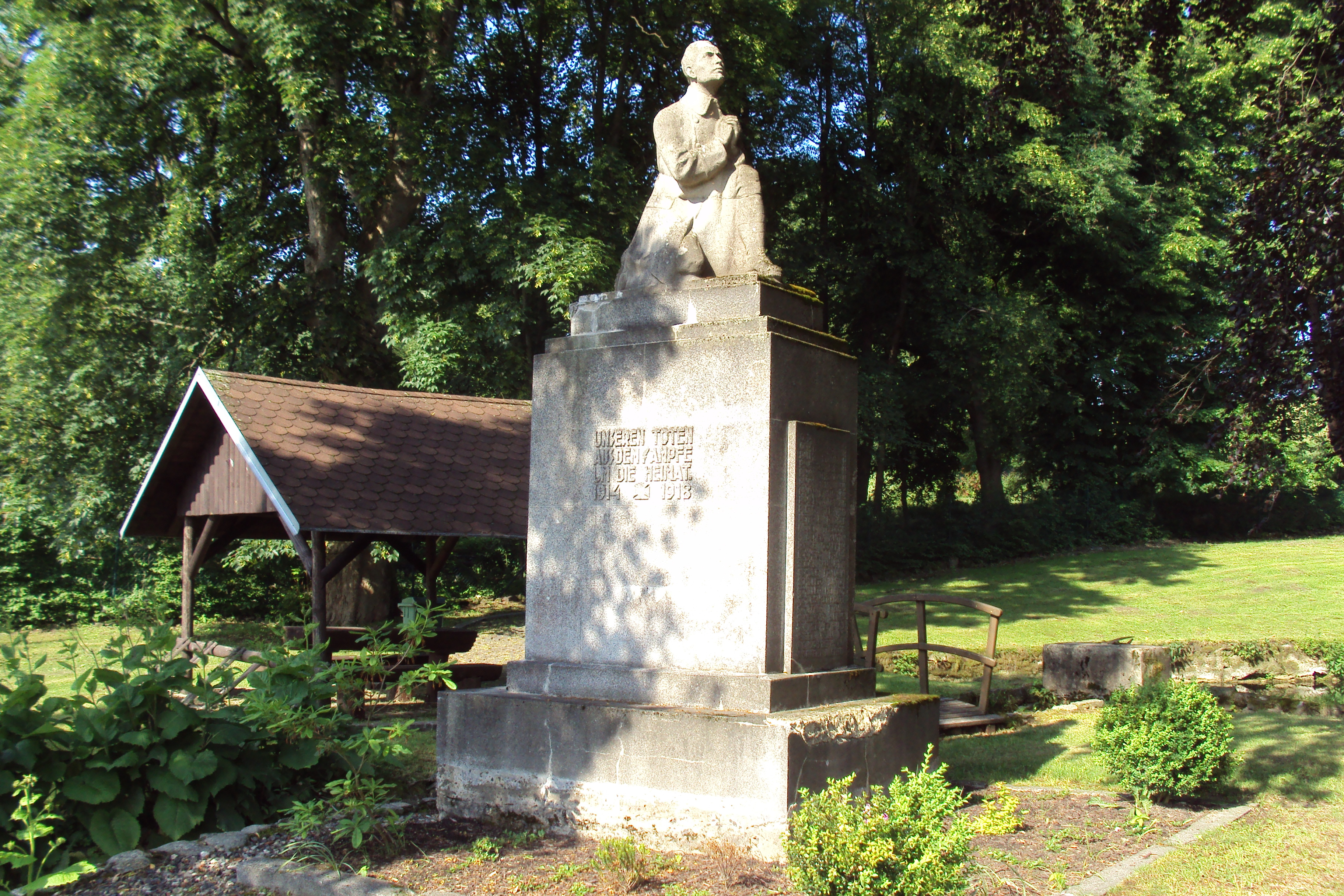
Památník obětem první světové války
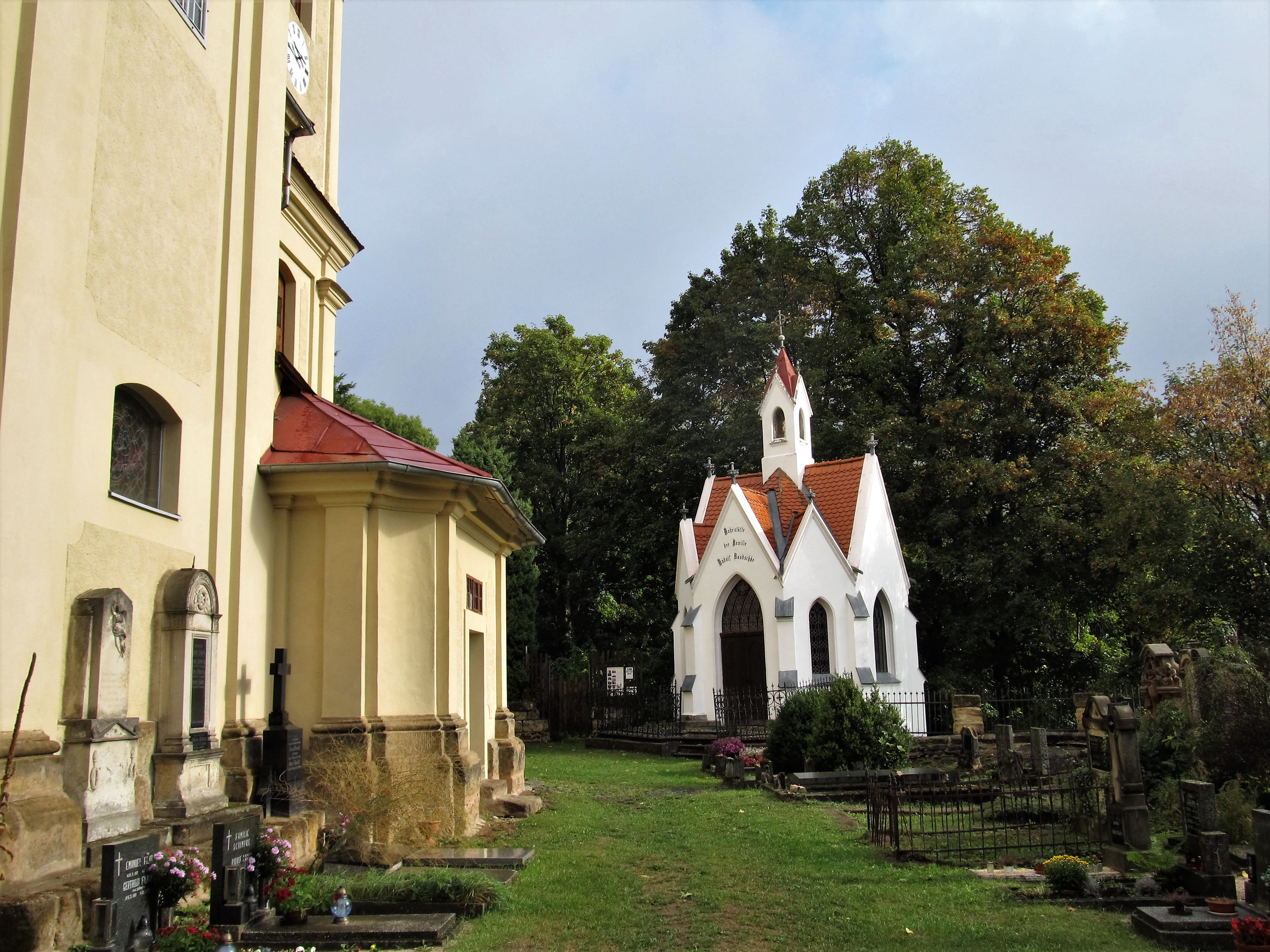
Hřbitov u kostela Nejsvětější Trojice s hrobkou sklářské podnikatelské rodiny Handschke
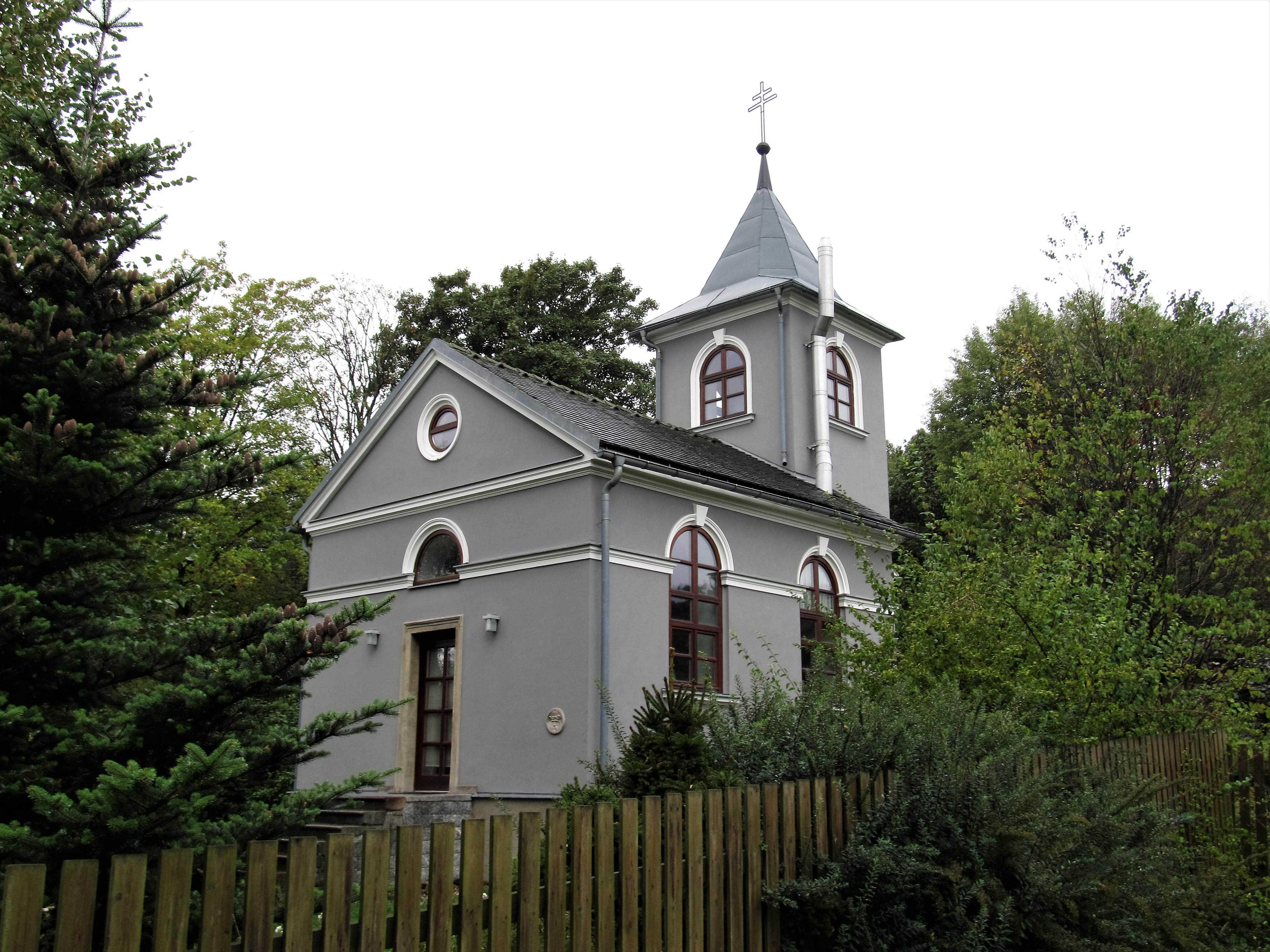
Kaple starokatolické církve
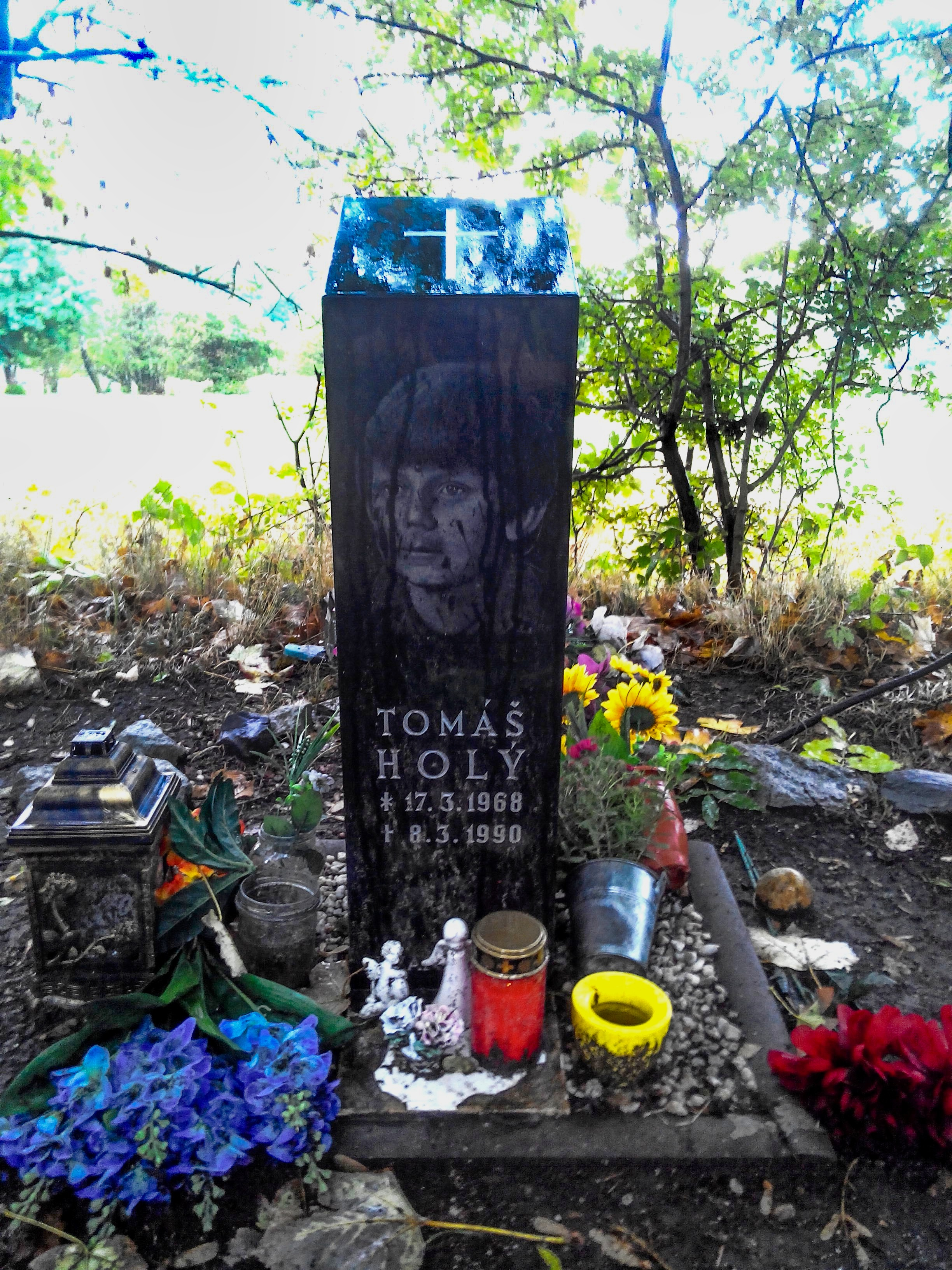
Pomník Tomáše Holého u silnice mezi Polevskem a Kytlicí
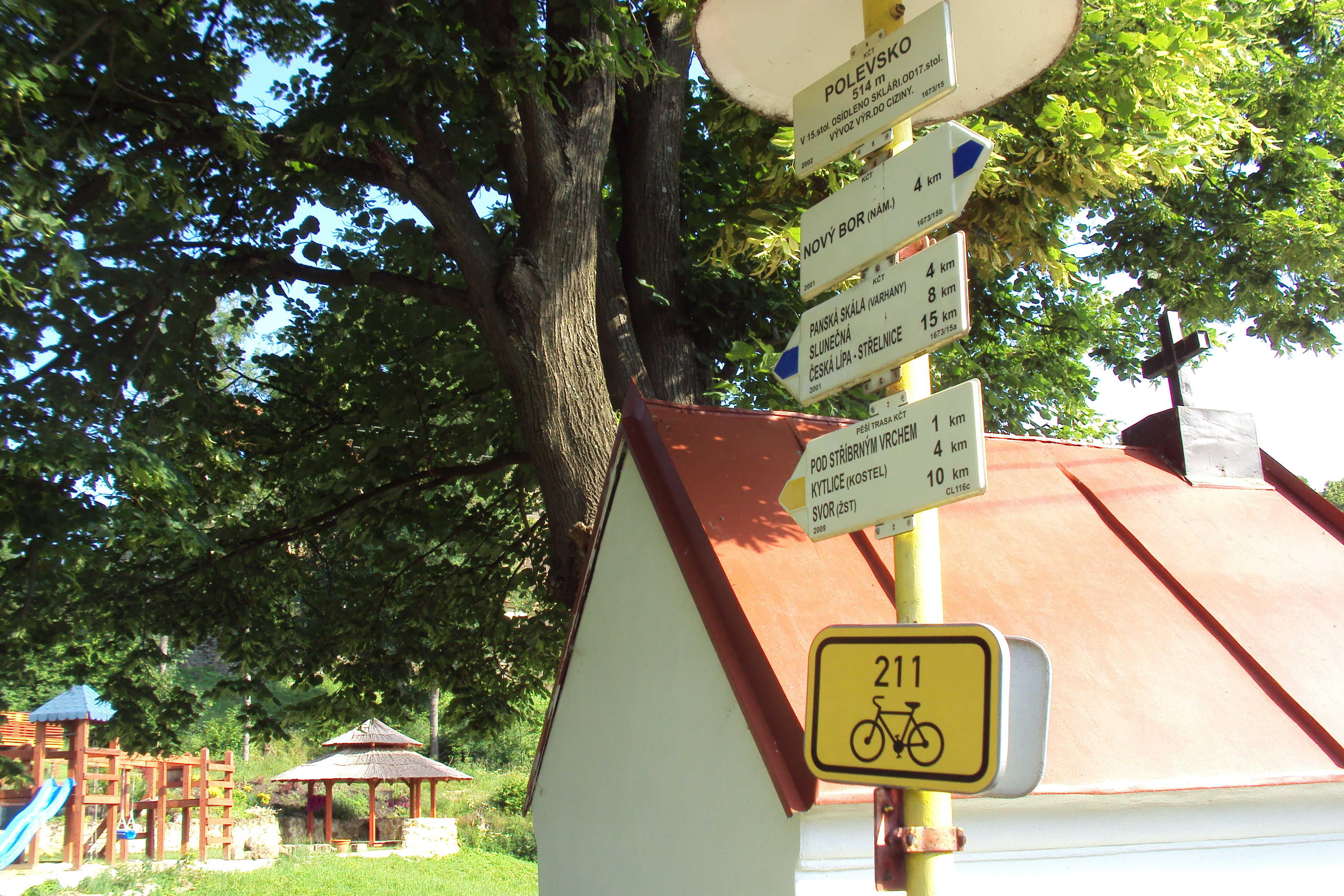
Turistický rozcestník v Polevsku
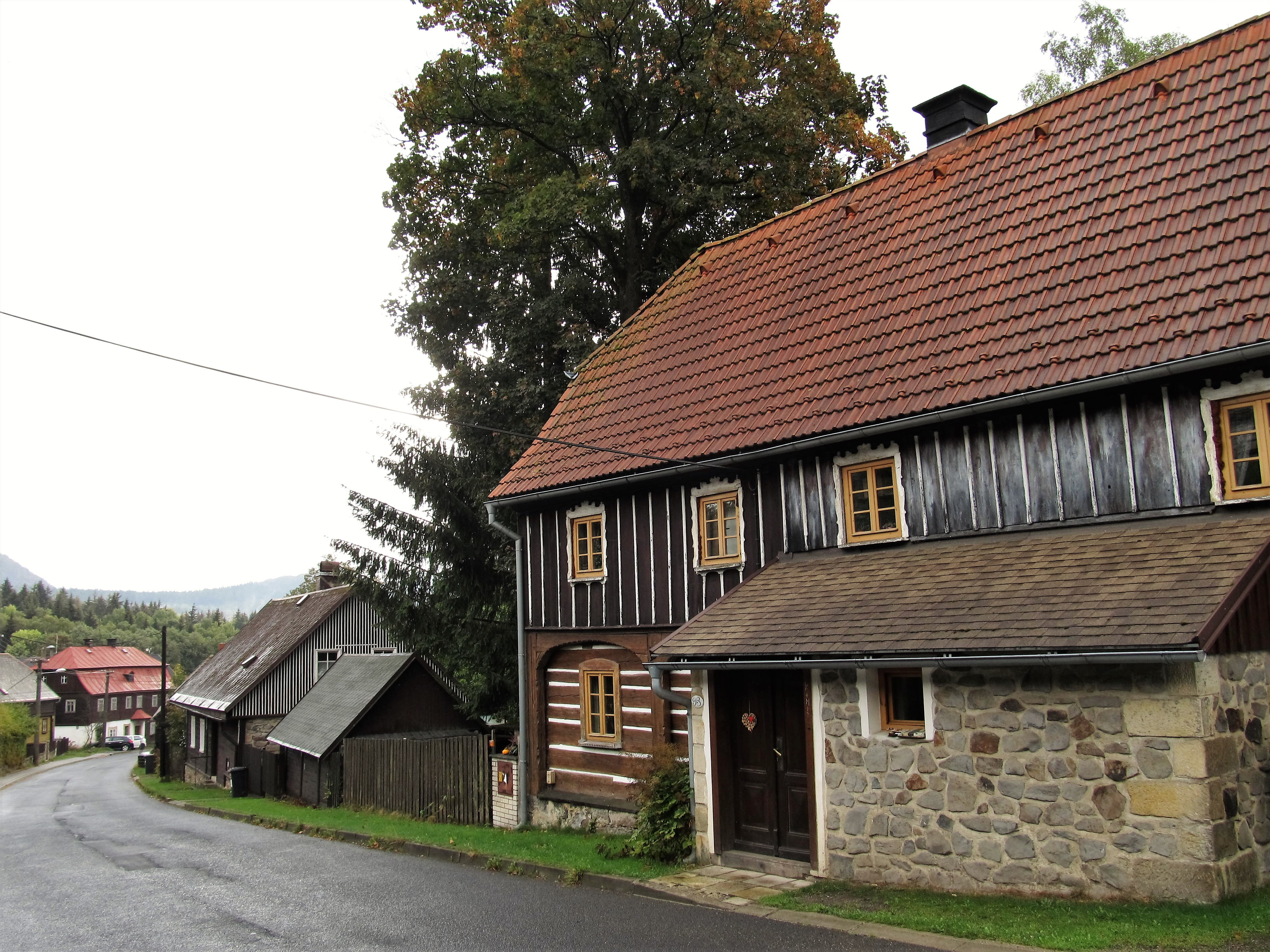
Domy u silnice
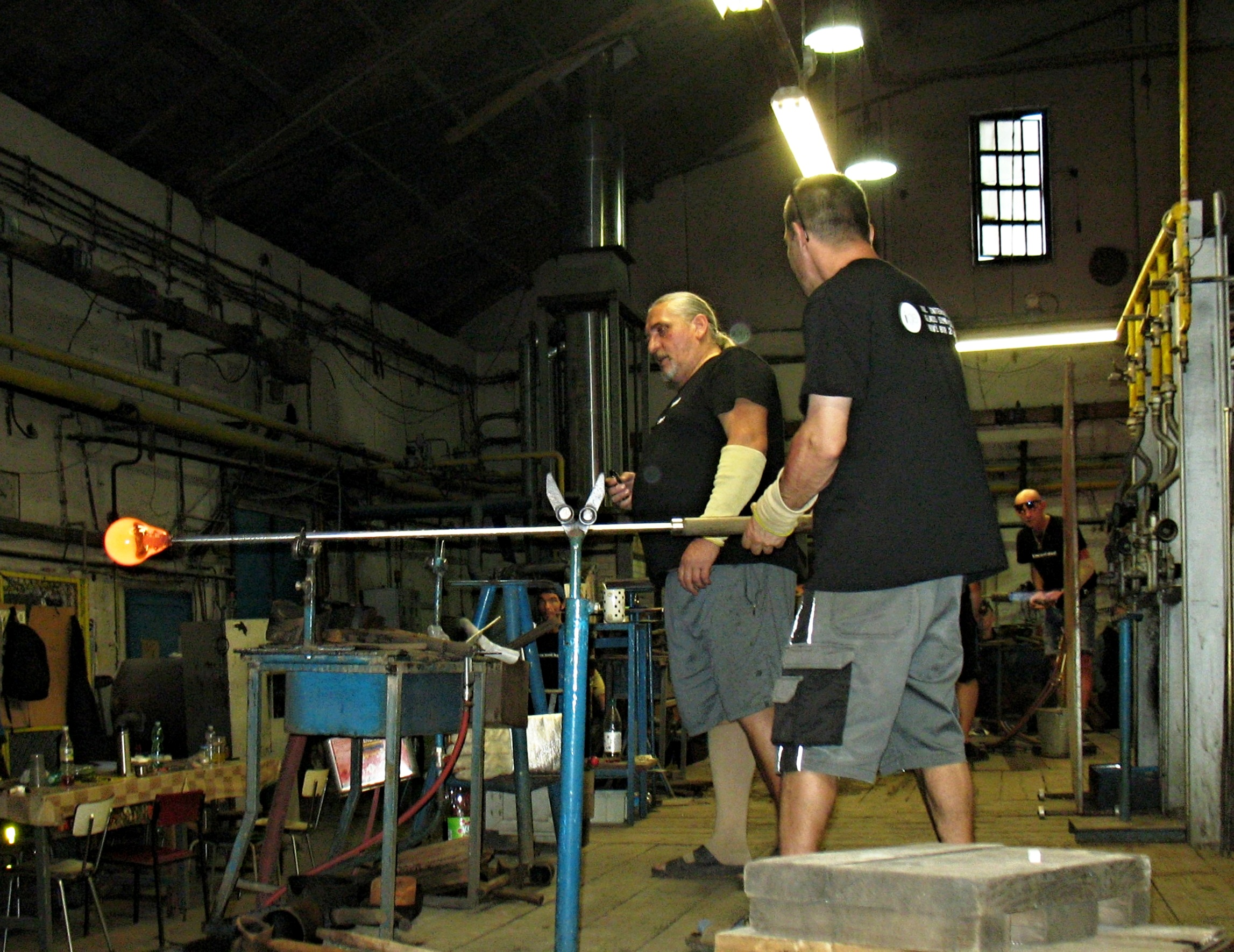
Práce ve sklářské huti Klára